# Ácido brassídico
Ácido brassídico é o isômero trans do ácido erúcico.